# Deutscher Hopfenwirtschaftsverband
Der Deutsche Hopfenwirtschaftsverband ist eine Interessengemeinschaft von Hopfenhändlern und -verarbeitern.

## Verband
Im Verband sind 12 Hopfenhändler und Hopfenverarbeiter aus Deutschland zusammengeschlossen. Rund 95 % des in Deutschland angebauten Hopfens wird von ihnen vermarktet und verarbeitet. Hinzu kommen große Teile des in anderen Ländern der Europäischen Union angebauten Hopfens.
Der Verband hat sein Büro in Pfaffenhofen an der Ilm, mitten im größten Hopfenanbaugebiet der Welt, der Hallertau. Vorsitzender des DHWV ist Peter Hintermeier (Mitglied Geschäftsführung Fa. BarthHaas GmbH & Co. KG Nürnberg). Sein Stellvertreter ist Pascal Piroué (Geschäftsführer Simon H. Steiner Hopfen GmbH). Beide Unternehmen stellen die weltweit größten Hopfenvermarktungsfirmen dar. Alle wichtigen Entscheidungen werden im Vorstand vorbereitet und beschlossen. Geschäftsführer des Verbandes ist Rechtsanwalt Korbinian Meier.
Der Verband finanziert seine Arbeit ausschließlich aus Mitgliedsbeiträgen, er erhält keine Zuschüsse von staatlichen Stellen.
Bis zum Jahr 2001 führte der Verband den Namen Verband der Hopfenkaufleute und Hopfenveredler e.V.

## Aufgaben
Der DHWV vertritt die Interessen seiner Mitglieder bundes- und europaweit. So wirkt er mit, wenn es um neue Rechtsvorschriften zum Beispiel zur Bezeichnung der Hopfensorten oder um den Warenverkehr mit Hopfen geht. Aber auch die Verbesserung der Logistik bei der Arbeit mit Hopfen, zum Beispiel Kühlung oder Pressung, gehört zu seinen Aufgaben.